# Thaumatevania ensifera
Thaumatevania ensifera är en stekelart som beskrevs av Ceballos 1935. Thaumatevania ensifera ingår i släktet Thaumatevania och familjen hungersteklar. Inga underarter finns listade i Catalogue of Life.